# 海伦妮·里帕
海伦妮·里帕（瑞典語：Helene Ripa，1971年8月22日—），瑞典女子皮划艇、越野滑雪、游泳运动员。她曾代表瑞典参加1992年、2016年和2020年夏季残疾人奥林匹克运动会、2014年冬季残疾人奥林匹克运动会，获得一枚金牌和一枚银牌。